# Valeriana aequiloba
Valeriana aequiloba är en kaprifolväxtart som beskrevs av Dominique Clos. Valeriana aequiloba ingår i släktet vänderötter, och familjen kaprifolväxter. Inga underarter finns listade i Catalogue of Life.